# Боярский (приток Важинки)
Боярский — ручей в России, протекает по территории Важинского городского поселения Подпорожского района Ленинградской области. Длина ручья — 3 км, площадь водосборного бассейна — 3 км².

## Общие сведения
Ручей берёт начало из болота без названия и далее течёт преимущественно в юго-западном направлении.
Впадает на высоте ниже 33 м над уровнем моря в реку Важинку, правый приток Свири.
В нижнем течении Боярский пересекает дорога местного значения 41К-149 («Подпорожье — Хевроньино — Бухова Гора — станция Токари — Курпово»).
Населённые пункты на ручье отсутствуют.
Код объекта в государственном водном реестре — 01040100712202000012629.